# Palmar de Bravo
Palmar de Bravo è un comune dello stato di Puebla in Messico, il cui capoluogo è la località omonima.
Conta 42.887 abitanti (2010) e ha una estensione di 362,53 km².